# Mark Gałłaj
Mark Łazariewicz Gałłaj (ros. Марк Лазаревич Галлай, ur. 3 kwietnia?/16 kwietnia 1914 w Petersburgu, zm. 14 lipca 1998 w Moskwie) – radziecki pilot doświadczalny, inżynier, pisarz, Bohater Związku Radzieckiego (1957).

## Życiorys
Był narodowości żydowskiej. Od 1930 pracował jako tokarz w fabryce, w latach 1932–1935 studiował w Leningradzkim Instytucie Inżynierów Lotnictwa Cywilnego, a w latach 1935–1937 w Leningradzkim Instytucie Politechnicznym. Od 1935 latał na szybowcach i skakał na spadochronie w leningradzkim aeroklubie, po ukończeniu w 1936 aeroklubu został instruktorem spadochroniarstwa, w 1937 został inżynierem Centralnego Instytutu Aerohydrodynamicznego, po ukończeniu szkoły lotniczej we wrześniu 1937 został pilotem doświadczalnym. Testował wiele modeli samolotów, m.in. bombowce. Od 1941 do 1950 był pilotem doświadczalnym Instytutu Lotniczo-Doświadczalnego w Żukowskim, od grudnia 1941 służył w Armii Czerwonej. Od lipca do września 1941 był lotnikiem 2 samodzielnej eskadry myśliwców obrony przeciwlotniczej miasta Moskwy, wykonał 10 nocnych lotów bojowych MiG-iem-3, strącił 1 samolot wroga. Od stycznia do marca 1942 był zastępcą dowódcy eskadry 128 pułku lotnictwa bombowego na Froncie Kalinińskim, wykonał 28 lotów bojowych samolotem Pe-2, w maju-czerwcu 1943 był lotnikiem 890 pułku Lotnictwa Dalekiego Zasięgu, wykonał 7 lotów bojowych jako drugi pilot samolotu Pe-8, bombardując cele na głębokich tyłach wroga. W nocy na 9 czerwca 1943 został zestrzelony w rejonie Briańska nad okupowanym terytorium. Wyskoczył na spadochronie i wraz z nawigatorem dołączył do brygady partyzanckiej działającej w obwodzie briańskim, po 12 dniach przeszedł przez linię frontu. Później wrócił do pracy w instytucie, testując modele samolotów i silników, m.in. ASz-82 dla Ła-5, później samoloty Jak-7, Tu-4, I-215, Jak-20 i inne. W lipcu 1950 został zwolniony z instytutu, później był pilotem doświadczalnym w Instytucie Naukowo-Badawczym-17, testując lotniczy sprzęt radiolokacyjny, w latach 1953–1958 był pilotem doświadczalnym OKB W. Miasiszczewa, testując m.in. bombowiec M-4, w czerwcu 1958 został zwolniony do rezerwy, później został starszym pracownikiem naukowym w Instytucie Lotniczo-Badawczym, jednocześnie od 1959 zasiadał w radzie Ministerstwa Przemysłu Lotniczego ZSRR jako zastępca przewodniczącego. Opublikował ok. 30 prac naukowych. Wykładał też w szkole pilotów doświadczalnych. W 1951 otrzymał stopień pułkownika, w 1972 tytuł doktora nauk technicznych, a w 1994 profesora. Był członkiem Związku Pisarzy ZSRR/Federacji Rosyjskiej, napisał wiele książek. Został pochowany na Cmentarzu Trojekurowskim. Jego imieniem nazwano planetę karłowatą.

## Odznaczenia
- Złota Gwiazda Bohatera Związku Radzieckiego (1 maja 1957)
- Order Lenina (trzykrotnie, 29 kwietnia 1944, 20 września 1947 i 1 maja 1957)
- Order Czerwonego Sztandaru (czterokrotnie, 24 lipca 1941, 13 czerwca 1942, 19 sierpnia 1944 i 5 lutego 1947)
- Order Wojny Ojczyźnianej I klasy (dwukrotnie, 16 września 1945 i 11 marca 1985)
- Order Czerwonej Gwiazdy (31 lipca 1948)
- Order „Znak Honoru” (13 kwietnia 1984)
- Medal „Za zasługi bojowe” (5 listopada 1954)

I inne.

## Twory literacke
- Poprzez bariery niewidzialne. Z notatek pilota  doświadczalnego. Через невидимые барьеры: Из записок лётчика-испытателя. М.: Мол. гвардия, 1960, 1962,1965,1969; Воениздат, 1990
- Testowano w niebie. Испытано в небе. М.: Мол. гвардия, 1963, 1965, 1969; Воениздат, 1990.
- Spotkania na lotniskach. Встречи на аэродромах: Документальная повесть. Очерки. Статьи. М., 1963
- Lotnicy o lotnictwie. Авиаторы об авиации – М.: «Советский писатель», 1973
- Walerij Czkałow. Валерий Чкалов. (Легендарные герои) – М: Малыш, 1981; Новосибирск: Зап.-Сиб. кн. изд-во, 1984.
- Lotnik Walentina Grizodubowa. Летчик Валентина Гризодубова. - М: Малыш, 1984 (Легендарные герои)
- Wygraliśmy pierwszą walkę. Первый бой мы выиграли М.: Сов. писатель, 1973, 1979; Воениздат, 1990 (ISBN 5-203-00914-7).
- Życie Arceulowa. Жизнь Арцеулова. - М.: Политиздат, 1985; Воениздат, 1990.
- Z człowiekiem na pokładzie. С человеком на борту - М.: Сов. писатель, 1985; Воениздат, 1990.
- Niebo, które jednoczy. Небо, которое объединяет. - М.: Блиц, 1997.
- Gadałem: to jest dawno zapomniane. Я думал: это давно забыто, Машиностроение, 2000 г, ISBN 5-217-02990-0.